# Hunt and Hunt Automobile Specialists
Hunt and Hunt Automobile Specialists war ein US-amerikanisches Unternehmen in der Automobilbranche.

## Unternehmensgeschichte
Die Brüder William H. und Clarence Hunt gründeten 1904 das Unternehmen. Der Sitz war in San Diego in Kalifornien. Sie waren das erste Autohaus in der Stadt und hatten einen Vertrag mit Ford. Sie verkauften in den ersten beiden Jahren lediglich einen Ford. Dabei ist zu bedenken, dass das Ford Modell T noch nicht auf dem Markt war. Sie stellten Zweitaktmotoren für die Great Western Motor Car Company her, die nur einen Prototyp fabrizierte.
Außerdem reparierten sie Automobile. 1905 entstand ein Nutzfahrzeug und 1910 ein Personenkraftwagen. Er wurde Hunt Special genannt.
Im Oktober 1909 starb Clarence Hunt bei einem Autounfall. Nach 1910 verliert sich die Spur des Unternehmens.

## Fahrzeuge
1905 entstand ein Lieferwagen. Ein Bäcker aus der gleichen Stadt kaufte ihn.
Einer der besten Kunden ihrer Werkstatt war Arnie Babcock. Er musste aus geschäftlichen Gründen oft von Ensenada in Mexiko nach San Diego fahren. Seine Fahrzeuge waren für die schlechten Straßen nicht stabil genug und mussten oft repariert werden. Er gab den Brüder 1909 den Auftrag, ein stabiles Fahrzeug für ihn zu bauen. 1910 war das Fahrzeug fertig. Der Preis betrug 16.000 US-Dollar. Babcock starb, bevor er das Fahrzeug fahren konnte. Seine Witwe verkaufte es weiter. Das Fahrzeug existiert noch.
Das Fahrzeug hat einen Vierzylindermotor mit OHV-Ventilsteuerung. Er treibt über ein Dreiganggetriebe und zwei Ketten die Hinterachse an. Das Fahrgestell hat 292 cm Radstand und 152 cm Spurweite. Der Aufbau ist ein offener Tourenwagen mit Platz für fünf Personen.